# Hồ Thị Kỷ (xã)
Hồ Thị Kỷ là một xã thuộc tỉnh Cà Mau, Việt Nam.

## Địa lý
Xã Hồ Thị Kỷ có vị trí địa lý:
- Phía đông giáp phường An Xuyên và xã Tân Lộc
- Phía tây giáp xã Khánh An
- Phía nam giáp phường Lý Văn Lâm
- Phía bắc giáp xã Thới Bình.

Xã Hồ Thị Kỷ có diện tích 93,6 km², dân số năm 2024 là 27.283 người, mật độ dân số đạt 291 người/km².

## Hành chính
Xã Hồ Thị Kỷ được chia thành 12 ấp: 1, 2, Bào Nhàn, Bến Gỗ, Cái Bát, Cây Khô, Cây Sộp, Đường Đào, Tắc Thủ, Xóm Lá, Xóm Sở.

## Lịch sử
Sau năm 1975, xã Hồ Thị Kỷ thuộc huyện Thới Bình, tỉnh Cà Mau.
Ngày 20 tháng 9 năm 1975, Bộ Chính trị ban hành Nghị quyết số 245-NQ/TW về việc hợp nhất tỉnh Bạc Liêu, tỉnh Cà Mau và 2 huyện An Biên, Vĩnh Thuận (ngoại trừ 2 xã Đông Yên và Tây Yên) của tỉnh Rạch Giá thành một tỉnh mới, tên gọi tỉnh mới cùng với nơi đặt tỉnh lỵ sẽ do địa phương đề nghị lên.
Ngày 20 tháng 12 năm 1975, Bộ Chính trị ban hành Nghị quyết số 19/NQ về việc hợp nhất tỉnh Bạc Liêu và tỉnh Cà Mau thành một tỉnh mới, tên gọi tỉnh mới cùng với nơi đặt tỉnh lỵ sẽ do địa phương đề nghị lên.
Ngày 24 tháng 2 năm 1976, Chính phủ Cách mạng Lâm thời Cộng hòa miền Nam Việt Nam ban hành Nghị định số 3/NQ/1976 về việc hợp nhất tỉnh Bạc Liêu và tỉnh Cà Mau thành một tỉnh mới, lấy tên là tỉnh Bạc Liêu – Cà Mau. Khi đó, xã Hồ Thị Kỷ thuộc huyện Thới Bình, tỉnh Cà Mau – Bạc Liêu.
Ngày 10 tháng 3 năm 1976, Chính phủ ban hành Nghị quyết về việc thành lập tỉnh Minh Hải trên cơ sở đổi tên tỉnh Bạc Liêu – Cà Mau. Khi đó, xã Hồ Thị Kỷ thuộc huyện Thới Bình, tỉnh Minh Hải.
Ngày 25 tháng 7 năm 1979, Hội đồng Chính phủ ban hành Quyết định số 275-CP về việc xác định ranh giới của xã Hồ Thị Kỷ sau khi chuyển giao 1/2 xã sang cho huyện Cà Mau theo Quyết định số 326-CP như sau:
- Phía đông giáp xã Tân Hải
- Phía tây giáp sông Trèm Trẹm, xã Khánh Thới
- Phía nam giáp huyện Cà Mau
- Phía bắc giáp xã Thới Hòa.

Ngày 6 tháng 11 năm 1996, Quốc hội ban hành Nghị quyết về việc chia tỉnh Minh Hải thành Bạc Liêu và tỉnh Cà Mau. Khi đó, xã Hồ Thị Kỷ thuộc huyện Thới Bình, tỉnh Cà Mau.
Ngày 12 tháng 6 năm 2025, Quốc hội ban hành Nghị quyết số 202/2025/QH15 về việc sắp xếp đơn vị hành chính cấp tỉnh (nghị quyết có hiệu lực từ ngày 12 tháng 6 năm 2025). Theo đó, sáp nhập tỉnh Bạc Liêu vào tỉnh Cà Mau.
Ngày 16 tháng 6 năm 2025, Ủy ban Thường vụ Quốc hội ban hành Nghị quyết số 1655/NQ-UBTVQH15 về việc sắp xếp các đơn vị hành chính cấp xã của tỉnh Cà Mau năm 2025 (nghị quyết có hiệu lực từ ngày 16 tháng 6 năm 2025). Theo đó, giữ nguyên xã Hồ Thị Kỷ có 93,6 km² diện tích tự nhiên và dân số là 27.283 người.